# キース・タンディ
キース・タンディ（Keith Tandy 1989年2月12日- ）はケンタッキー州ホプキンスビル出身の元アメリカンフットボール選手・コーチ。現在NFLのタンパベイ・バッカニアーズに所属し、コーチを担当している。現役時代のポジションはコーナーバック。

## 経歴

### プロ入り前
ウェストバージニア大学では2009年に先発に昇格、61タックル、4インターセプトをあげた。2010年には、カンファレンスのファーストチームに選ばれた。2011年には64タックル、4インターセプトをあげた。3シーズン先発を務め、13インターセプトをあげた。ドラフト前に、コーナーバックとして、スポーティングニュースからは19番目、NFLDraftScout.comからは27番目と評価された。

### 現役時代
2012年のNFLドラフト6巡でタンパベイ・バッカニアーズに指名された。5月14日、バッカニアーズと4年契約を結んだ。同じ日に大学時代のチームメート、ナジー・グッドもバッカニアーズと契約を結んだ。タンディとグッドは親友で、2012年のEast–West Shrine Gameには共に出場している。このシーズンは9試合に出場した。
2013年は16試合に出場し、うち5試合に先発。3つのインターセプト、1回のファンブルフォースを記録した
2014年は15試合に出場し、インターセプトを1回挙げ、2015年は14試合に出場し、2回のサックを挙げた。
2016年は初先発となった第13週のサンディエゴ・チャージャーズ戦では試合終了間際でフィリップ・リバースのパスをエンドゾーンでインターセプトし、勝利に貢献した。
2018年にバッカニアーズからリリースされ9月10日にアトランタ・ファルコンズと契約するも、12月4日にウェイバーにかけられた。

### コーチ時代
2020年より古巣・バッカニアーズのアシスタントスペシャルチームコーチに就任した。